# 9th Wonder
9th Wonder, de son vrai nom Patrick Douthit, (15 janvier 1975 à Winston-Salem, Caroline du Nord – ), est un compositeur et producteur de rap américain.

## Carrière
Il commence sa carrière en tant que producteur et compositeur attitré du groupe Little Brother, qu'il quitte en 2007.
Depuis, 9th Wonder travaille avec des artistes renommés tels que Jay-Z, Mary J. Blige, Destiny's Child, etc.
En 2011, il compose un titre, thème musical pour le personnage de Raiden dans l'album du jeu Mortal Kombat.

## Discographie

### Albums solo
- 2005 : Dream Merchant Vol. 1
- 2007 : The Dream Merchant Vol. 2
- 2011 : The Wonder Years
- 2012 : Tutankhamen (Valley of the Kings)
- 2013 : Bladey Mae (Grandma's Blades)
- 2016 : Zion

### Albums en collaboration
- 2003 : Shake N Beats (avec Spectac)
- 2003 : Legsclusives (avec L.E.G.A.C.Y.)
- 2004 : The 9th Edition (avec Murs)
- 2005 : Chemistry (avec Buckshot)
- 2005 : Spirit of '94: Version 9.0 (avec Kaze)
- 2005 : 9th Gate (avec Access Immortal)
- 2006 : Murray's Revenge (avec Murs)
- 2006 : Cloud 9: The 3 Day High (avec Skyzoo)
- 2007 : Class Is in Session (avec Pete Rock)
- 2008 : The Formula (avec Buckshot)
- 2008 : Jeanius (avec Jean Grae)
- 2008 : Sweet Lord (avec Murs)
- 2008 : The Corner of Spec & 9th (avec Spectac)
- 2010 : Fornever (avec Murs)
- 2010 : Death of a Pop Star (avec David Banner)
- 2012 : The Solution (avec Buckshot)
- 2012 : The Final Adventure (avec Murs)

### Compilationset albums deremixes
- 2003 : 9th Invented the Remix
- 2003 : God's Stepson (remix de God's Son de Nas)
- 2004 : Black Is Back (remix Black Album de Jay-Z)
- 2005 : The Remix EP (Remixed Songs of Smif-N-Wessun)
- 2009 : Wonder Years – 9th Wonder Golden Years Remix LP
- 2010 : 9th invented the Remix...Again
- 2010 : Loose Joints
- 2010 : Food for Thought
- 2010 : 9th's Opus: It's a Wonderful World Music Group Vol. 1
- 2012 : Tutankhamen (Valley of the Kings)

### Mixtapes en collaboration
- 2006 : Battle of the Beats Round 1–2 (avec The Alchemist et DJ E.Nyce)
- 2007 : 9th Year Freshman (avec CHOPS)
- 2007 : The Graduate (avec Kanye West, Mick Boogie et Terry Urban)
- 2008 : The W.ide W.Orld of W.Rap (avec E.Ness)
- 2008 : Album Mixtape Volume One (avec Cans)
- 2008 : 9 Wonders (NYOIL verses 9th Wonder) (avec NYOIL)
- 2009 : The R&B Sensation Mixtape (avec Tyler Woods)
- 2009 : Back to the Feature (avec Wale et LRG)
- 2009 : The Hardy Boy Mystery Mixtape: Curse of Thee Green Faceded (avec Thee Tom Hardy et Don Cannon)
- 2010 : To Hanes Mall (avec Akello Light)
- 2010 : Album Mixtape Part 2 (avec Cans)
- 2010 : The (Free) EP (avec Actual Proof)
- 2011 : TP Is My Hero (avec TP)
- 2011 : Spring Cleaning (avec Mike Schpitz)
- 2012 : Hanes Mall 2: Silas Creek Parkway EP (avec Akello Light)

## Filmographie
- 2007 : Beat Makerz - The Documentary : film documentaire sur les compositeurs de rap
- 2011 : The Wonder Year : film documentaire sur une année de la vie de 9th Wonder
- 2014 : The Hip-Hop Fellow : film documentaire sur l'enseignement de la culture hip-hop à l'Université Harvard